# Ягодно-Лєсне
Ягодно-Лєсне (рос. Ягодно-Лесное) — присілок в Городецькому районі Нижньогородської області Російської Федерації.
Населення становить 24 особи. Входить до складу муніципального утворення Бриляковська сільрада.

## Історія
Від 2009 року входить до складу муніципального утворення Бриляковська сільрада.

## Населення
| 2002 | 2010 |
| ---- | ---- |
| 40   | ↘24  |